# میتنار
میتنار (به آلمانی: Mittenaar) یک شهر در آلمان است که در لان-دیل واقع شده‌است. میتنار ۵٬۰۱۶ نفر جمعیت دارد.